# Parafia św. Stanisława Biskupa Męczennika w Bodzentynie
Parafia Świętego Stanisława Biskupa Męczennika – parafia rzymskokatolicka w Bodzentynie. Należy do dekanatu bodzentyńskiego diecezji kieleckiej. Założona w 1355 roku. Mieści się przy ulicy Kościelnej. Duszpasterstwo w niej prowadzą księża diecezjalni.

## Zasięg parafii
Do parafii w 1984 roku należeli wierni z następujących miejscowości: Bodzentyn, Celiny, Dąbrowa Dolna, Dąbrowa Górna, Kamienna Góra, Podkonarze, Leśna-Stara Wieś, Podgórze, Psary Grabowa, Psary-Kąty, Podlesie, Psary-Podłazy, Psary-Stara Wieś, Sieradowice Pierwsze, Sieradowice Drugie, Sieradowice-Parcele, Święta Katarzyna, Wilków i Wzorki. 
W 1986 roku zmniejszono zasięg parafii w Bodzentynie aby mogła powstać parafia w Psarach.
W 1995 roku zmniejszono zasięg parafii w Bodzentynie aby mogła powstać Parafia Świętej Katarzyny w Świętej Katarzynie. W 2005 roku parafia liczyła 4930 wiernych.